# ベージュ
ベージュ（フランス語・英語 beige）は、色名の1つ。ベージとも。
本来は、染めていない羊毛での毛織物をベージュと言った。色名としてのベージュはその織物の色、つまり、極めて薄い黄色ないし茶色である。

## フレンチベージュ
ベージュはしばしば、薄い（しかし本来のベージュほどには薄くない）茶色と誤解されている。この意味のベージュを特にフレンチベージュ (French beige) という。

## 類似色
- 白
- アイボリー（象牙色）
- クリーム色
- オフホワイト
- カーキ色
- 生成色